# SV Preußen Elsterwerda
Der SV Preußen Elsterwerda ist ein Sportverein in der südbrandenburgischen Kleinstadt Elsterwerda. Er ist ein Nachfolgeverein des einstigen DDR-Bezirksligisten TSG 74 Elsterwerda und ging im April 2011 aus den Sportvereinen „SV Elster 08 Elsterwerda“ und „SV Preußen Biehla“ hervor.

## Entwicklung

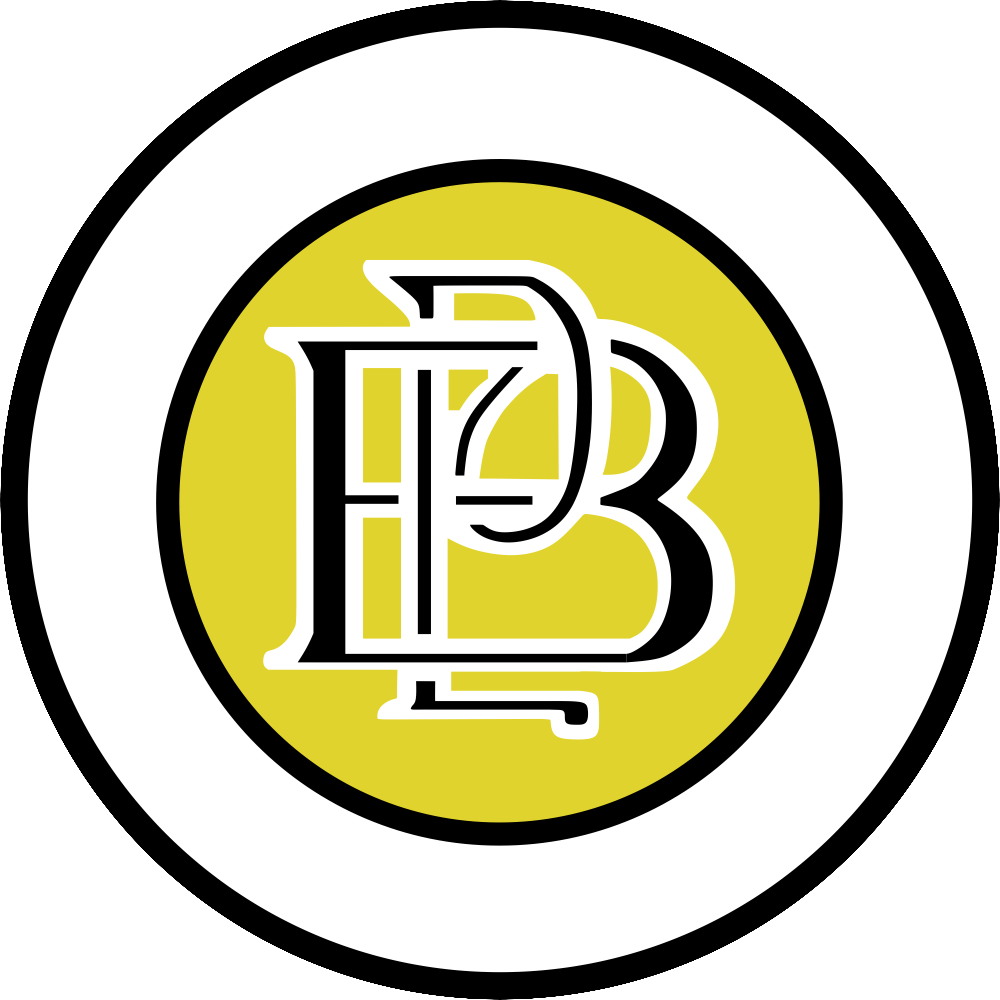
Logo des FC Preußen Biehla

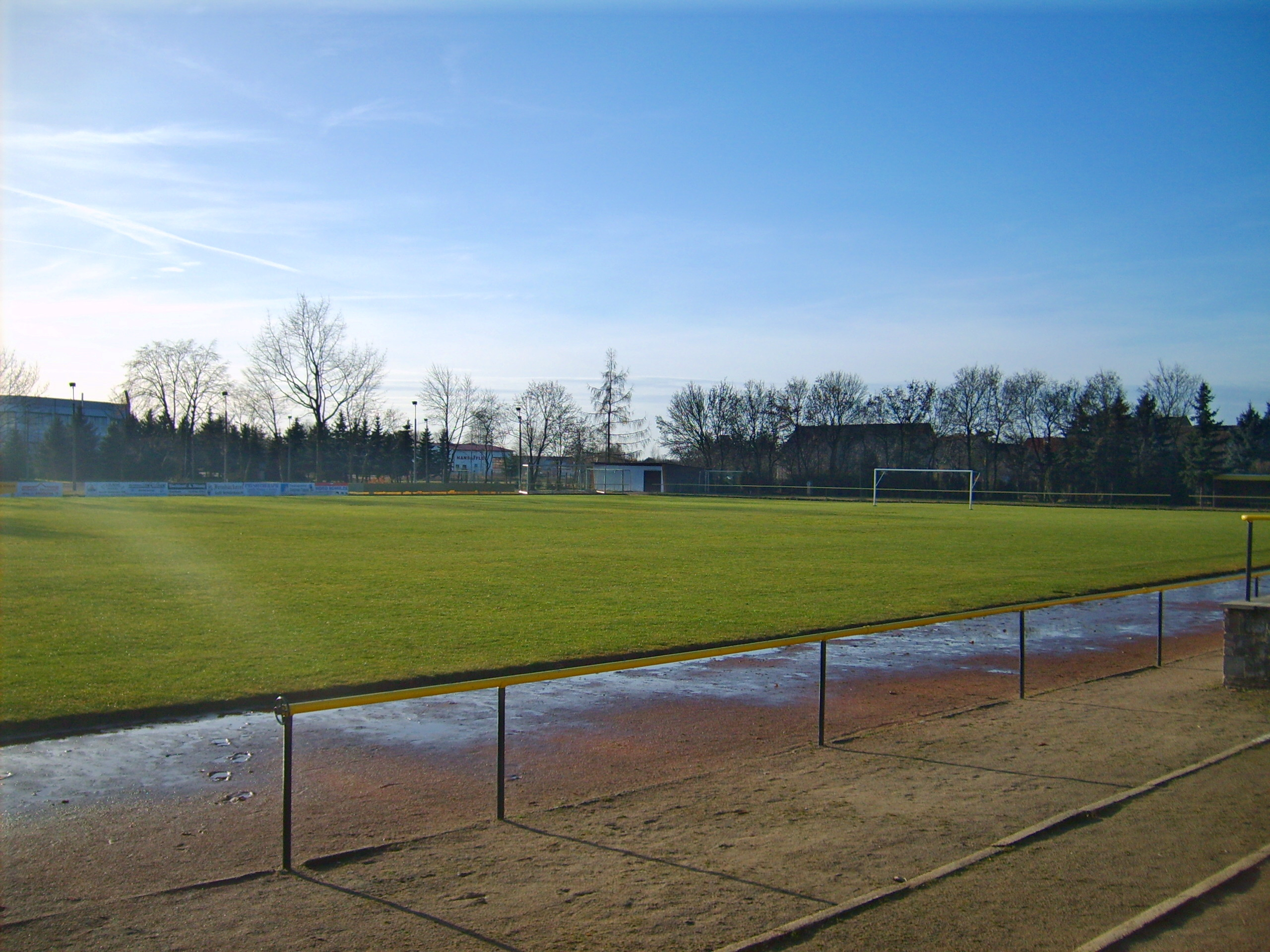
Sportanlage des SV Preußen Biehla

Einer der ältesten heute existierenden Biehlaer Vereine ist der am 18. Juli 1909 gegründete traditionsreiche Sportverein „SV Preußen Biehla“. Die ersten Spiele des Vereins fanden zunächst auf dem Gelände an der Ecke Haidaer Straße/ Berliner Straße statt. Nachdem man die Biehlaer ihre ersten Spiele noch „wild“ absolvierten, entschloss man sich 1913 dem Sportring Bad Liebenwerda beizutreten und bestritt in der Saison 1913/14 die erste offizielle Spielserie. Erfolge feierte man später unter anderem 1922/23 als der Verein Elster-Bezirksmeister wurde. In der Spielzeit 1923/24 wurde die 1. Mannschaft Elbe/Elster-Gaumeister, in späteren Spielzeiten außerdem Bezirks- und Pokalmeister im Elbe/Elster-Gau.
Gegen Ende des Zweiten Weltkriegs kam es zum völligen Erliegen des Biehlaer Fußballs. Einen Neubeginn gab es noch 1945, als der Verein auf Initiative von Willi Mardwich als „SG Biehla“ neu gegründet wurde. Am 1. November 1948 erfolgte eine Umbenennung des Vereins in „Schwarz-Gelb Biehla“. Da es in der Sowjetischen Besatzungszone im Fußball zu umfangreichen Umstrukturierungen kam, welche die „Umstellung auf Produktionsbasis“ förderten, kam es bereits im September des folgenden Jahres zur Gründung der Betriebssportgemeinschaft (BSG) „Konsum Biehla“. Nach dem Einstieg weiterer Trägerbetriebe erfolgte am 21. Juli 1950 eine abermalige Umbenennung des Vereins in „BSG Motor Elsterwerda-Biehla“, die in insgesamt zehn Sektionen unterteilt war. Größter Erfolg der Sektion Fußball war hier der zweimalige Aufstieg in die Bezirksliga Cottbus.
Im Jahr 1974 schloss sich die BSG Motor mit der Sektion Fußball der „BSG Lokomotive Elsterwerda“ zur „Turn- und Sportgemeinschaft Elsterwerda 74“ (TSG 74) zusammen, welche sich in den 1980er Jahren in der drittklassigen Bezirksliga dauerhaft etablieren und in der Saison 1983/84 Bezirksligameister werden konnte. Im selben Jahr hatte die TSG 74 auch den Fußball-Bezirkspokal gewonnen, womit sie sich für den DDR-weiten FDGB-Fußballpokalwettbewerb 1984/85 qualifiziert hatte. Nachdem in der ersten Runde noch überraschend der Bezirksligist Vorwärts Kamenz zu Hause mit 5:1 besiegt wurde, traf man in der zweiten Runde auf den Zweitligisten Stahl Brandenburg, gegen den man mit einer 0:1-Niederlage aus dem weiteren Wettbewerb ausschied.
Infolge der politischen Wende in der DDR stellten die bisherigen Trägerbetriebe, die zum Teil in die Liquidation gingen, ihre Förderung ein, weshalb die TSG 74 schließlich aufgelöst wurde. Nachdem bereits im Juni 1990 der „FC Rot-Weiß Elsterwerda“ gegründet wurde, dem ein Großteil der Mitglieder der Sektion Fußball beitraten, erfolgte in Biehla am 30. Oktober 1990 eine Neugründung des „SV Preußen Biehla“, dem fortan die übrigen Sektionen der einstigen TSG 74 angehörten. Die Sektion Fußball der Preußen musste zunächst in der 2. Kreisklasse beginnen.
Nachdem die 1. Fußballmannschaft inzwischen in die Kreisliga aufgestiegen war, begannen im Sommer 2010 Fusionsverhandlungen mit dem „SV Elster 08 Elsterwerda“, dessen Fußballmannschaft gerade aus der 1. Kreisklasse abgestiegen war. Am 29. April 2011 beschlossen beide Vereine die Fusion zum „SV Preußen Elsterwerda“. Der SV Elster 08 hatte seine Fußballmannschaft bereits vor der Saison 2010/11 abgemeldet.
Neben der Sektion Fußball umfasst der Verein außerdem die Sektionen Kegeln, Volleyball und Gymnastik.